# وندی لوئرز
وندی دبلیو. لوئرز مؤسس و رئیس سازمانی غیرانتفاعی به نام بنیاد جامعهٔ مدنی است که هدف آن اشاعهٔ دموکراسی (دموکراتیزاسیون) در جهان می‌باشد. او همسر ویلیام اچ. لوئرز، مدیر «پروژه ایران» است.

## زندگی‌نامه
او در کنار کار در بنیاد جامعهٔ مدنی، یکی از بنیان‌گذاران و روسای پروژهٔ «رهایی از بحران» (Beyond Conflict) است که قبلاً «پروژهٔ عدالت در دورهٔ گذار» نام داشت. هدف این پروژه ارائه راهکارهایی برای حل و فصل منازعات است که با همکاری مؤسسه رهبری جهانی در دانشگاه تافتس اجرا می‌شود. این پروژه سابقاً یک پروژهٔ بینادانشگاهی بود که در دانشگاه هاروارد و با همکاری مدرسهٔ حکومتداری کندی، دانشکدهٔ حقوق و مرکز امور بین‌الملل ویدرهد (Weatherhead Center for International Affairs) برگزار می‌شد. «رهایی از بحران» در سرتاسر جهان و کشورهایی گوناگون مانند کوزوو، کلمبیا، فیلیپین و آفریقایی شمالی به فعالیت مشغول است. همچنین، خانم لوئرز در حال حاضر نایب رئیس بخش آمریکای لاتین مرکز اساتید وودرو ویلسون و مؤسس بنیاد کتابخانهٔ واتسلاو هاول است.
خانم لوئرز علاوه بر مقالاتی که اغلب در موضوع «دیپلماسی عمومی» منتشر می‌کند (مانند مقالهٔ مشهورش در وبسایت هافینگتون پست با نام «قدرت نرم هنر“)، در مشاغل «مشاور روابط بین‌الملل شهرداری نیویورک در بازی‌های تابستانی ۲۰۱۲»، «نویسنده مجله تایم»، «گزارشگر تلویزیون KQED»، «سردبیری مجله سان‌فرانسیسکو»، «سردبیر افتخاری ونیتی فیر»، «نویسنده»، «سخنران» و «مشاور محلی گزارش رسمی NBC دربارهٔ ”بحران‌های خیابانی» سال ۱۹۶۸–۱۹۶۹» نیز به فعالیت پرداخته‌است. او همچنین از سال ۱۹۷۵ تا ۱۹۷۹ مدیر پروژه‌های خاص در سازمان عفو بین‌الملل بوده و از سال ۱۹۸۷ تا ۱۹۸۹ در دیده‌بان حقوق بشر به فعالیت پرداخته‌است.

## مناصب
او از سوی رئیس‌جمهور ریگان در سال‌های ۱۹۸۸ تا ۱۹۹۴ به عضویت شورای ملی هنر (NEA) منصوب شد. سپس توسط رئیس‌جمهور کلینتون به عنوان رئیس کمیتهٔ گزینش کارمندان مقر کاخ سفید در نیویورک برگزیده شد و «بنیاد هنر و حراست در سفارتخانه‌ها» (بنیادی که وظیفه‌اش بازسازی و بهبود چهرهٔ آمریکا در کشورهای جهان از طریق ابزارهای هنری است) را تأسیس کرد و مدتی ریاست آن را بر عهده داشت. او عضو کمیته روابط خارجی و گروه زنان سیاست خارجی است و عضویت در هیئت مدیرهٔ «نهاد مطالعات بین‌الملل فری‌من-اسپوگلی دانشگاه استنفورد (FSI)» و «نهاد رهبری جهانی دانشگاه تافتس» را در کارنامه دارد. او نایب رئیس بخش آمریکای لاتین مرکز استاید وودرو ویلسون و مؤسس کتابخانهٔ واتسلاو هاول است. همچنین، او در حال حاضر، عضو هیئت مدیرهٔ «مدرسهٔ ارتباطات آننبرگ» و «مرکز سیاست‌گذاری و رهبری ارتباطات (CCLP) دانشگاه کالیفرنیای جنوبی (USC)» بوده و عضو کمیتهٔ «برنامهٔ سانی‌لندز تراست» است که توسط والتر آننبرگ و لئونو آننبرگ بنیان نهاده شده‌است. او عضو سابق بنیاد جهانی کودکی است که توسط شاهزاده سیلویا از سوئد تأسیس شده‌است.
او همچنین مشاور آمریکایی «کمیتهٔ بنیاد دیچلی»، «نهاد کودکان خاورمیانه»، «رئیس بورسیهٔ تحصیلی دَگ همرسکجُلد برای ژورنالیست‌ها» و چندین مجموعهٔ مرتبط با اروپای مرکزی دیگر است. ضمناً، او نمایندهٔ رئیس‌جمهور آمریکا در هیئت ناظر بر انتخابات ۱۹۹۶ بوسنی نیز بوده‌است؛ هیأتی که توسط جناب ریچارد هالبروک هدایت می‌شد.
خانم لوئرز برای کمک‌های «بنیاد جامعهٔ مدنی» به ارتقای جامعهٔ مدنی در کشور جمهوری چک و کشور اسلواکی، از سوی وزارت خارجهٔ جمهوری چک و رئیس‌جمهور اسلواکی مورد تقدیر قرار گرفته‌است.

## زندگی شخصی و تحصیلات
خانم لوئرز فارغ‌التحصیل رشتهٔ علوم سیاسی از دانشگاه استنفورد است. او همسر ویلیام اچ. لوئرز، رئیس سابق انجمن سازمان ملل ایالات متحده آمریکا، رئیس سابق موزه هنر متروپولیتن نیویورک و سفیر سابق ایالات متحده در چکسلواکی (۱۹۸۳–۱۹۸۶) و ونزوئلا (۱۹۷۸–۱۹۸۲) و مدیر فعلی پروژهٔ ایران است. آن‌ها شش فرزند و ده نوه دارند.